# Röda holme
Röda holme är en tätort i Kungsbacka kommun i Hallands län, belägen på Onsalahalvöns sydsida. Mellan 1990 och 2005 avgränsade SCB en småort här med beteckningen Abbelås.

## Befolkningsutveckling
| Befolkningsutvecklingen i Röda holme 1995–2020                                                                                | Befolkningsutvecklingen i Röda holme 1995–2020 | Befolkningsutvecklingen i Röda holme 1995–2020 | Befolkningsutvecklingen i Röda holme 1995–2020 | Befolkningsutvecklingen i Röda holme 1995–2020 |
| --- | ---------------------------------------------- | ---------------------------------------------- | ---------------------------------------------- | ---------------------------------------------- |
| |                                                |                                                |                                                |                                                |
| År |                                                |                                                | Folkmängd                                      | Areal (ha)                                     |
| 1990 | 1990                                           |                                                | 110                                            | 38#                                            |
| 1995 | 1995                                           |                                                | 155                                            | 48#                                            |
| 2000 | 2000                                           |                                                | 169                                            | 51#                                            |
| 2005 | 2005                                           |                                                | 201                                            | 43                                             |
| 2010 | 2010                                           |                                                | 279                                            | 50                                             |
| 2015 | 2015                                           |                                                | 654                                            | 199                                            |
| 2020 | 2020                                           |                                                | 673                                            | 208                                            |
| Anm.: Småort från 1990. Ny tätort 2005. Sammanvuxen 2015 med småorterna Vässingsö, Sönnerbergen och Häcklehagen # Som småort. |                                                |                                                |                                                |                                                |